# Molycria broadwater
Molycria broadwater är en spindelart som beskrevs av Norman I. Platnick och Baehr 2006. Molycria broadwater ingår i släktet Molycria och familjen Prodidomidae. Inga underarter finns listade i Catalogue of Life.